# Ascochyta
Ascochyta Lib., 1830 è un genere di funghi ascomiceti, che comprende parecchie specie parassite di piante. La tassonomia di questo genere è ancora incompleta.

## Specie
- Ascochyta acericola
- Ascochyta aconitana
- Ascochyta asparagina
- Ascochyta bohemica
- Ascochyta boltshauseri
- Ascochyta caricae
- Ascochyta chrysanthemi
- Ascochyta doronici
- Ascochyta fabae
- Ascochyta graminea
- Ascochyta gossypii, ora Phoma exigua
- Ascochyta hordei
- Ascochyta humuli
- Ascochyta imperfecta
- Ascochyta pinodes
- Ascochyta pisi
- Ascochyta prasadii
- Ascochyta rabiei
- Ascochyta rhei
- Ascochyta sorghi
- Ascochyta sorghina
- Ascochyta spinaciae
- Ascochyta tarda
- Ascochyta tritici
- Ascochyta vindobonensis